# Hubbomästaren
Hubbomästaren var en skulptör, verksam i Sverige under 1300-talet.
Hubbomästaren var starkt påverkad av gotiken och har snidat figurer till altartavlorna i Hubbo kyrka och By kyrka samt statyetten S:t Erik i Glanshammars kyrka. 